# Praktische theologie
Praktische theologie is een relatief jong vakgebied binnen de theologie, ongeveer 200 jaar oud. Binnen de rooms-katholieke theologie stond het eerder bekend als pastoraaltheologie en binnen de protestantse theologie stond het ook wel bekend als Ambtelijke Theologie en Diaconiologische Theologie. Schleiermacher noemde Praktische Theologie de 'kroon van de theologische studie' omdat zij de technische aanwending van alle kennis voorbereidt. Bij praktische theologie moet je niet denken aan praktische zaken, maar aan de theorie van de praktijk (zoals catechetiek en poimeniek).

## Geschiedenis van de Praktische Theologie
In de 18e eeuw ontstond in Oostenrijk de pastoraaltheologie.
In 1774 werd de Praktische Theologie opgericht als universitaire discipline. Er bestond interesse van de overheid in verbetering van en controle op de competentie van priesters.
Een naam die hierbij genoemd kan worden is die van Franz Stephan Rautenstrauch (1734-1785). Hij kreeg de opdracht zich hiermee bezig te houden van Maria Theresia van Oostenrijk, omdat de overheid meer invloed wilde op de priesteropleiding.
In de 19e eeuw, in Duitsland, hield de bisschop van Regensburg, Johann Michael Sailer (1751-1832), zich bezig met de theologische verdieping van het vak praktische theologie.
De Tübinger Schule, onder leiding van Johann Sebastian Drey (1777-1835) en Anton Graf (1811-1867), stelde zich ten doel de praktische theologie als vak verder wetenschapstheorethisch te verdiepen.
In Nederland schreef Willem Muurling het eerste Handboek (1851-1855) met een taakomschrijving van priesters.
Vanuit de Tübinger Schule ontstond een verschuiving naar de neoscholastieke theologie. Dit kan gezien worden als een conservatieve terugval: de Praktische Theologie werd hierdoor tot een binnenkerkelijke opleiding van priesters.
In de 20e eeuw vond in West-Europa een reformbeweging plaats waarin de praktische theologie zich als zelfstandige wetenschap ontplooide onder leiding van Linus Bopp (1878-1971) en Franz Xaver Arnold (1898-1969).
Friedrich Schleiermacher deelde de theologische studie op in vier delen, waarbij de laatste bestond uit praktische theologie. Hij beschreef praktische theologie als 'Technik für die Kirchenleitung'. Hij noemt haar de kroon van de studie theologie, omdat de gehele studie op de praktijk is gericht, maar de praktische theologie toch het meest. 
Abraham Kuyper kan zicht niet vinden in de visie van Schleiermacher omdat die de kerk en niet de Schrift tot object van de praktische theologie heeft. Kuyper stelt dat de theologie steeds terug moet keren tot haar oorspronkelijke en enige legitieme object: de Heilige Schrift. Kuyper spreekt daarom ook niet van praktische theologie maar van Diaconiologie of Ambtelijke Vakken.
Teunis Brienen (christelijk gereformeerd predikant) pleit voor de naam 'diaconiologie omdat het Woord (de Bijbel) centraal moet staan in zijn bediening (diaconia) naar alle verscheidenheid en aspecten daarvan. Daarom is hij negatief over de namen 'praktische theologie' en 'Ambtelijke Vakken, omdat het er dan op lijkt dat niet het Woord maar de praktijk of het ambt centraal staan.
Het einde van de praktische theologie als toepassingswetenschap komt in zicht en een opening tot de wereld vindt plaats met een concentratie op het kerkelijk/ambtelijk handelen wanneer Karl Rahner (1904-1984), hoogleraar in Innsbruck zijn Handbuch der Pastoraltheologie presenteert (5 delen, 1964-1972).
Karl Barth erkent praktische theologie als een echt theologisch vak. Volgens hem staat in de theologie het spreken van God centraal, ook in de praktische theologie. 

### Praktische Theologie binnen de Rooms-Katholieke Kerk
Toegepast op de rooms-katholieke theologie betekent praktische theologie dat het gaat om een praktijkgerichte opleiding van priesters, van oorsprong een toepassingswetenschap, die ontstaan is tijdens de Verlichting en nieuwe invloed heeft ondergaan met het Tweede Vaticaans Concilie. Dit laatstgenoemd concilie werd veel gesproken over de kerk als het volk van God dat onderweg is en werd de afstand tussen clerus en kerkvolk kleiner. Karl Rahner beschouwd de kerk niet meer vanuit het ambt, maar vanuit het leven en handelen van de leken.

### Praktische Theologie in Nederland
Op de nationale Synode van Dordrecht in 1618/1619 kwam een voorstel van de provinciale synode van Zeeland ter tafel waarin men pleitte voor stages voor de theologische studenten als een examen in de praktijk van de theologie. Er bleken namelijk zorgen te zijn omtrent het gebrek aan praktische ervaring van pas afgestudeerde theologen. Het plan van de Zeeuwse synode werd zeer geprezen, maar men durfde de theologische faculteiten niet te verplichten tot een nieuw vak 'praktische theologie'. De provinciale synode van Zuid-Holland wil in 1619 William Ames (Guilielmus Amesius) benoemen als hoogleraar in Leiden om de theologiestudenten praktisch te vormen. De curatoren van de Universiteit Leiden dachten hier echter anders over en gingen niet over tot de benoeming van Amesius. 
In Utrecht is het Gijsbertus Voetius die als eerste theoloog in Nederland aandacht heeft gevraagd en heeft die ook besteed aan de praktische theologie.
Later kreeg praktische theologie in de Nederlandse Hervormde Kerk een plaats op het seminarium. Op andere theologische universiteiten werd de praktische theologie meer geïntegreerd met het vakkenpakket.

## Praktische Theologie tegenwoordig
Voor de praktijk van het beoefenen van praktische theologie is het van belang of men in de traditie van Schleiermacher staat (men onderzoekt het geloof) of in de traditie van Abraham Kuyper (men onderzoekt de Schrift). In bijvoorbeeld de poimeniek (pastoraat) kan moet men rekening houden met de situatie van de mens en het uitleggen van de Schrift (de openbaring). De wijze en de verhouding waarop men dat doet verschilt sterk. 
In de 21ste eeuw vindt opnieuw in West-Europa een ontwikkeling plaats, onder begeleiding van Herbert Haslinger, hoogleraar in Paderborn. Hij schrijft het Handbuch Praktische Theologie (2 delen, 1999-2000). Doelstelling hiervan is het uitwerken van de praktische theologie als "kritische handelingswetenschap". Hiermee komt de focus te liggen op het (religieus) handelen van het Volk Gods (alle mensen!). Een nieuwe traditie ontstaat.
Richard Osmer (2008) legt uit dat de vier belangrijkste vragen en opdrachten in de praktische theologie zijn:
1. Wat is er aan de hand? (descriptief-empirische taak)
2. Waarom is dit aan de hand? (interpretatieve taak)
3. Wat zou er aan de hand moeten zijn? (normatieve taak)
4. Hoe kunnen we reageren? (pragmatische taak)[2]

Onderdelen van de Praktische Theologie zijn: catechetiek (leer van de catechese), homiletiek (predikkunde), liturgiek (leer van de liturgie) en poimeniek (leer van het pastoraat). Het vak kerkrecht werd voorheen door sommigen tot de Praktische Theologie gerekend, maar wordt inmiddels niet meer tot de Praktische Theologie gerekend.

## Locaties van onderwijs
In Nederland wordt praktische theologie gedoceerd aan (theologische) universiteiten of seminaries in bachelor- en masteropleidingen. Denk bijvoorbeeld aan:
- Protestantse Theologische Universiteit
- Theologische Universiteit Apeldoorn
- Theologische Universiteit Kampen
- Tilburg University